# Zamek Ludwigsburg
Zamek Ludwigsburg (niem. Schloss Ludwigsburg) – zamek w gminie Loissin w niemieckim kraju związkowym Meklemburgia-Pomorze Przednie, jeden z zamków książąt pomorskich na terenie Pomorza Przedniego.
Budowę zamku rozpoczęto pod koniec XVI wieku; początkowo był rezydencją Zofii Jadwigi (1561–1631), księżniczki brunszwickiej, żony Ernesta Ludwika, księcia wołogoskiego. W 1615 roku przeszedł w ręce jej syna, księcia wołogoskiego Filipa Juliusza, po czym po jego śmierci w 1625 roku Zofia Jadwiga otrzymała go w dożywotnie użytkowanie.
W 1627 roku zamek Ludwigsburg został nadany przez księcia pomorskiego Bogusława XIV jego siostrze Annie de Croÿ; w 1650 roku sprzedała go ona generałowi Burchardowi Müllerowi von der Lühne, komendantowi szwedzkiego garnizonu w Greifswaldzie. Zamek był własnością jego rodziny do 1747 roku, następnie kilkakrotnie zmieniał właścicieli, po czym w 1810 roku przeszedł w ręce rodziny Weissenbornów, do której należy do dziś (z przerwą w latach 1945–1992).
Zamek, początkowo dwupiętrowy, obecnie trzykondygnacyjny, wzniesiony na planie krzyża łacińskiego, był wielokrotnie przebudowywany i rozbudowywany; otacza go park krajobrazowy o powierzchni 3,5 hektara, pierwotnie późnobarokowy, z zachowaną około 100-metrową aleją lipową.